# Robert C. Cooper
Pour les articles homonymes, voir Cooper.
Robert C. Cooper est un des auteurs de la série télévisée américaine Stargate SG-1. Il était coproducteur avant la saison 7. Il a remplacé Brad Wright en tant que "show runner" à partir de la saison 8. 
Robert C. Cooper travaille très souvent en collaboration avec Joseph Mallozzi, Paul Mullie, Andy Mikita et Carl Binder.

## Filmographie
Réalisateur
- 1997-2007 : Stargate SG-1 (45 épisodes)
- 2004-2008 : Stargate Atlantis (8 épisodes)
- 2008 : Stargate : L'Arche de vérité
- 2009-2011 : Stargate Universe (8 épisodes)
- 2001 : The Impossible Elephant
- 1997 : Chahut au bahut (Flash Forward) (1 épisode)
- 1996-1997 : Psi Factor, chroniques du paranormal (4 épisodes)

Scénariste
- 1992 : Belle et Dangereuse (Blown Away)
- 2006-2007 : Stargate SG-1 (2 épisodes)
- 2006-2009 : Stargate Atlantis (3 épisodes)
- 2008 : Stargate : L'Arche de vérité
- 2009 : Stargate Universe (2 épisodes)

Producteur
Depuis le 22-octobre-2016 : Dirk Gently, détective holistique (série télévisée)
- 1997-2007 : Stargate SG-1, 126 épisodes en tant que producteur exécutif, 22 épisodes en tant que coproducteur exécutif, 12 épisodes en tant que coproducteur, 11 épisodes en tant que producteur (2006–2007)
- 2006-2009 : Stargate Atlantis, 99 épisodes en tant que producteur exécutif
- 2008 : Stargate : L'Arche de vérité, producteur
- 2008 : Stargate : Continuum, producteur exécutif
- 2009 : Stargate Universe, 11 épisodes en tant que producteur exécutif
- 2011 : Le Transporteur